# Munidopsis abyssorum
Munidopsis abyssorum is een tienpotigensoort uit de familie van de Munidopsidae. De wetenschappelijke naam van de soort is voor het eerst geldig gepubliceerd in 1897 door A. Milne Edwards & Bouvier.